# ロジャー・ヒーマン・Jr
ロジャー・ヒーマン・Jr（Roger Heman Jr., 1932年3月28日 - 1989年11月13日）は、アメリカ合衆国の音響技術者である。『ジョーズ』により第48回アカデミー賞で録音賞を受賞した。父親のロジャー・ヒーマン・Srもまたアカデミー賞受賞者である。
57歳のときに肺癌で亡くなった。

## 受賞とノミネート
| 賞                       | 年   | 部門                | 作品名                  | 結果       |
| ------------------------ | ---- | ------------------- | ----------------------- | ---------- |
| アカデミー賞             | 1975 | 録音賞              | ジョーズ                | 受賞       |
| アカデミー賞             | 1980 | 録音賞              | 歌え!ロレッタ愛のために | ノミネート |
| 英国アカデミー賞         | 1981 | 音響賞              | 歌え!ロレッタ愛のために | ノミネート |
| プライムタイム・エミー賞 | 1970 | 録音賞 (テレビ映画) | いとしのチャーリー      | ノミネート |